# Protolophus niger
Protolophus niger is een hooiwagen uit de familie Sclerosomatidae.